# Orientina
Orientina  es una flavona, un compuesto químico similar a los flavonoides. Es la 8-C -glucósido de luteolina.

## Aparición natural
Orientina se encuentra en Adonis vernalis, en Anadenanthera colubrina y Anadenanthera peregrina , y en las hojas de bambú de Phyllostachys nigra
Orientina también se encuentra en la flor de la pasión, en la palma Açaí y el mijo.